# Cèdre en Algérie

Localisation des peuplements du Cèdre en Afrique du Nord

Les cèdres en Algérie sont constitués de cèdres de l'Atlas. Les cédraies sont morcelées et se répartissent sur une surface d’environ 30 000 ha situées en majorité dans l'Atlas tellien (massifs du Djurdjura, de l'Ouarsenis…) et l'Atlas saharien (massifs du Belezma, de l'Aurès et de la Hodna…).
Les cédraies sont soumises à toutes sortes d'agressions, en particulier liées à la pression anthropique ; elles subissent également les effets du réchauffement climatique. Elles présentent actuellement d'inquiétants symptômes de dépérissement qui nécessitent de ce fait une surveillance toute particulière,.
Le cèdre de l'Atlas (Cedrus atlantica) est appelé adhguel en Chaoui, et  "adɣel" (ⴰⴷⵖⴻⵍ) en tamazight.

## Écologie
En Algérie, le cèdre occupe les sommets des montagnes où le pluviométrie varie de 500 mm à 1 700 mm et où il pousse jusqu'à une altitude de 1 400 m principalement sur les versants nord. Sur les versants sud, il s'installe au Chélia : 1 600 m et à Belezma : 1 900 m, on trouve également des individus jusqu’à 2 300 m d'altitude.
| Cédraie                                     | Latitude (N) | Limites altitudinales (M) | Précipitations annuelles (mm) | Températures extrêmes | Températures extrêmes |
| Cédraie                                     | Latitude (N) | Limites altitudinales (M) | Précipitations annuelles (mm) | Max.                  | Min.                  |
| ------------------------------------------- | ------------ | ------------------------- | ----------------------------- | --------------------- | --------------------- |
| Aurès                                       | 35°30        | 1350 - 2300               | 499 - 790                     | 29,6 °C - 23,2 °C     | −8,3 °C à −3,1 °C     |
| Kabylie                                     | 36°30        | 1400 - 2200               | 1200 - 1700                   | 16,8 °C               | −8,5 °C               |
| Caractéristiques ombrothermiques du cèdre,. |              |                           |                               |                       |                       |

Le cèdre de l’Atlas en Algérie se trouve dans quatre étages bioclimatiques :
- Semi-aride à hiver froid et humide
- Sub-humide à hiver froid
- Humide à hiver froid
- Humide et humide à hiver frais

## Situation et caractéristique
Le cèdre en Algérie se localise principalement dans l’Atlas tellien : en Kabylie (Djurdjura : à Tala-Guilef, Tikjda ainsi que dans les Babors et Tababors sur 1 300 ha), dans l'Ouarsenis (2 000 ha à Theniet El Had, Boucaid, etc), mais également dans l'Atlas blidéen à Chréa sur une superficie de 1 000 ha, qui pousse sur du grès calcaire, schistes et marno-calcaire dans des conditions mésophiles; et dans l’Atlas saharien : les Aurès (Belezma et Chélia) et sur les monts du Hodna sur 8 000 ha à
Boutaleb dans des conditions relativement xérophiles.

### Atlas saharien

Localisation des peuplements du cèdre dans les Aurès

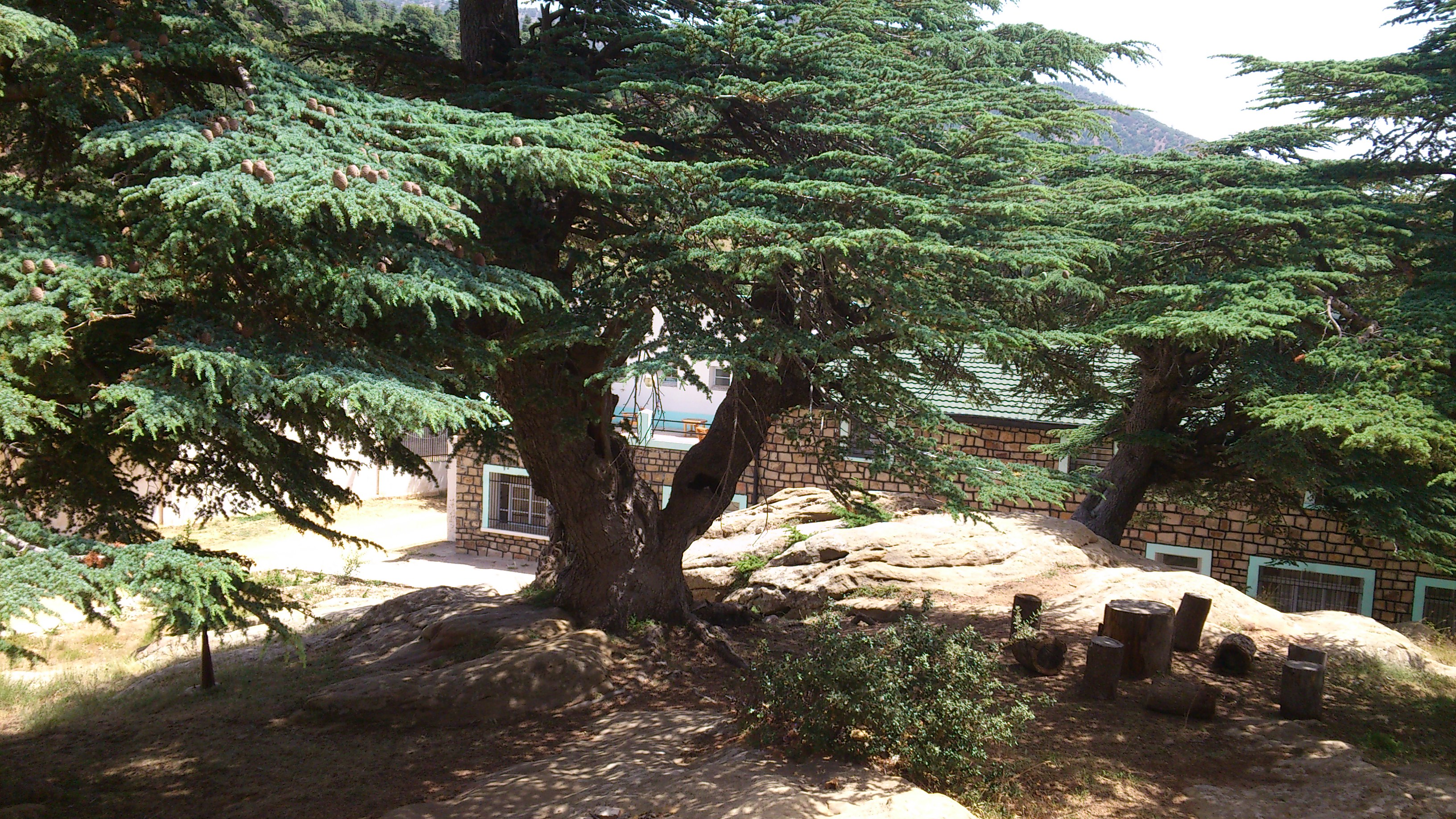
Cèdre du Chélia

Les cédraies des Aurès forment l'ensemble le plus important de la cédraie algérienne et se range dans l'alliance Lamio Numidicae-Cedrion
Atlanticae comme toutes les cédraies de l’Atlas Saharien, avec un peuplement de 17 000 ha dans le massif montagneux Belezma (avec la plus grande partie qui se trouve dans le parc national de Belezma), poussent sur de la dolomie et du calcaire dolomitique du Jurassique supérieur ou sur du calcaire du Crétacé inférieur.
Le cèdre des Aurès qui atteint les 30-40 m est dans l'ordre des  Quercetalia ilicis dans la communauté de la cédraie orophile avec des genévriers  (Juniperus thurifera subsp. africana, Juniperus oxycedrus ou Juniperus phoenicea) et d'autres xérophytes épineux, et à Quercus rotundifolia et Fraxinus dimorpha, Lamium longiflorum subsp. numidicum, Ranunculus montanus subsp. aurasiacus, Carum montanum, Cephalanthera grandiflora et Poa nemoralis.
Dans la région de Belezma située au nord-ouest de la ville de Batna, la cédraie se trouve sur 7 000 ha qui font partie du parc national de Belezma créé en 1984, avec des étages bioclimatiques semi-aride supérieur et subhumide et des précipitations de 500 à 700 mm par an. On trouve dans la région des cèdres qui ont un âge d'environ 300 ans avec un diamètre de 60 cm à hauteur d'homme, sur une altitude moyenne de 1 750 m poncent sur du calcaire.
La cédraie du Chélia se situe dans le plus haut sommet de l'Aurès (à 2 328 m d'altitude) au sud-est de la ville de Batna, les forêts commencent de la commune de Chélia jusqu'à Moussa-El-Ayati, encerclent Ain Mimoun, en passent sur djebel Faraoun et finissent aux abords de Chentgouma, sur une superficie totale de 7 000 ha avec des précipitations annuelles de 700 à 790 mm. Les arbres qui se situent au sud du djebel Chélia au lieu-dit Oued Tidder à une altitude moyenne de 1 860 m, ont un diamètre moyen qui avoisine les 80 cm avec une hauteur moyenne de plus de 30 m âgés jusqu’à 150 ans.
La cédraie de Ouled Yacoub se situe à l'ouest de la wilaya de Khenchela et à une centaine de kilomètres à l’est de Batna, sur une superficie de 3 000 ha où le climat est subhumide, dans une forêt mixte avec le Chêne vert et le Frêne dimorphe, où les cèdres peuvent atteindre plus 30 m de haut. À une altitude moyenne de 1 590 m à 1 600 m les arbres ont une hauteur totale de 20 m avec 42 cm de diamètre à hauteur d'homme, âgés de 0 à 200 ans. À une altitude moyenne de 1 450 à 1 500 m les arbres sont âgés de 250 à 300 ans avec une hauteur totale de 22 m et 43 cm de diamètre à hauteur d'homme.

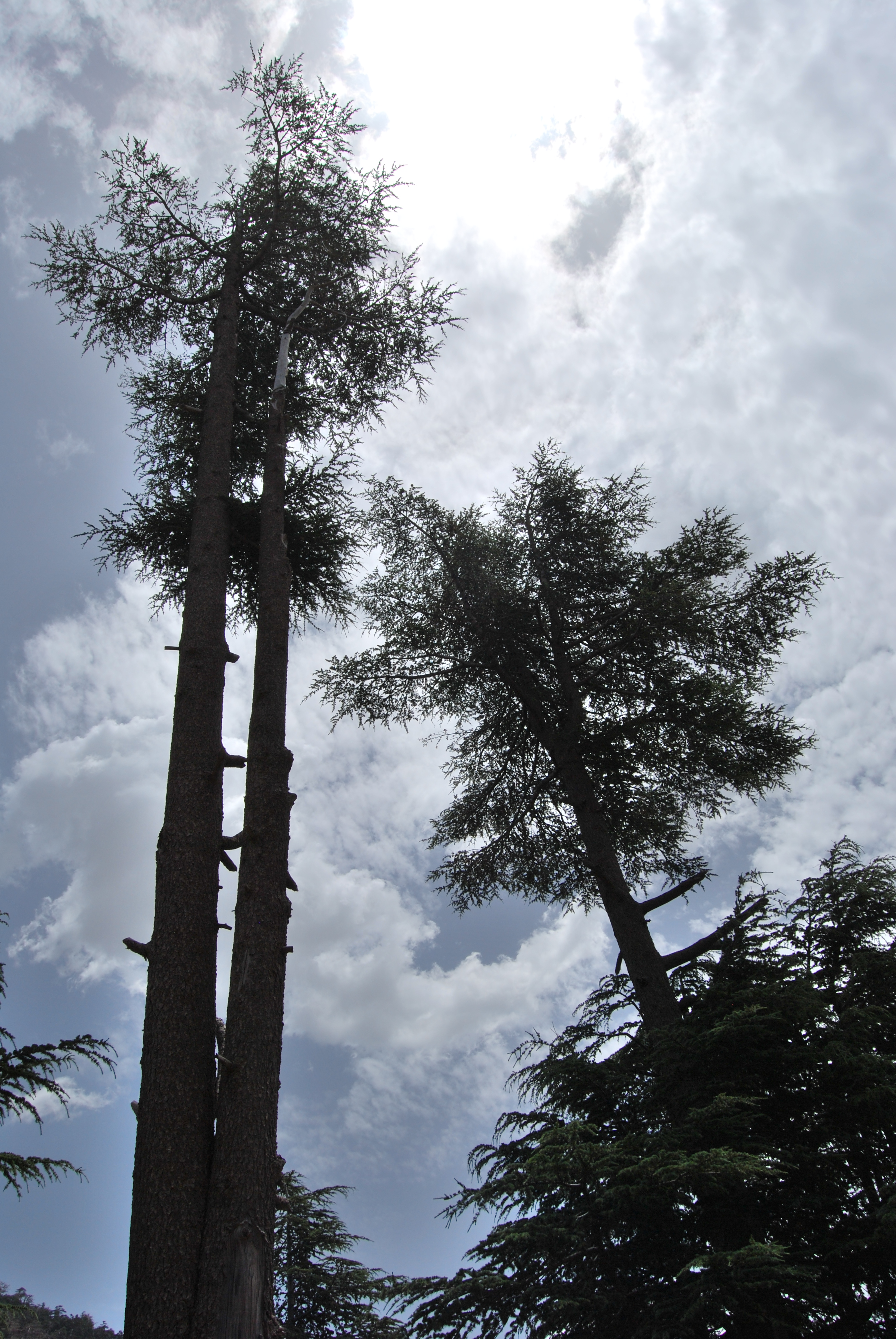
Un cèdre du Chélia
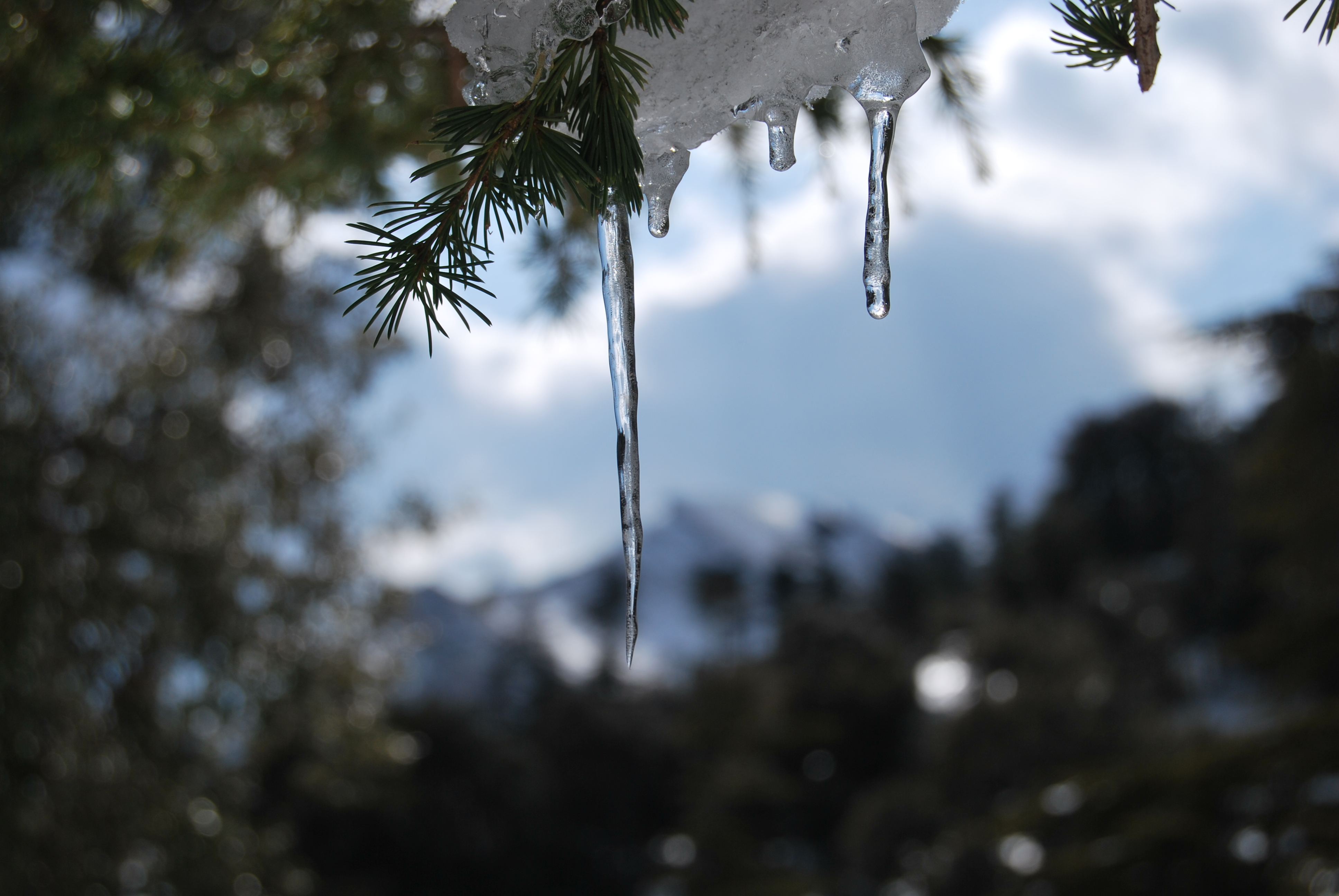
Le cèdre en hiver au Chélia
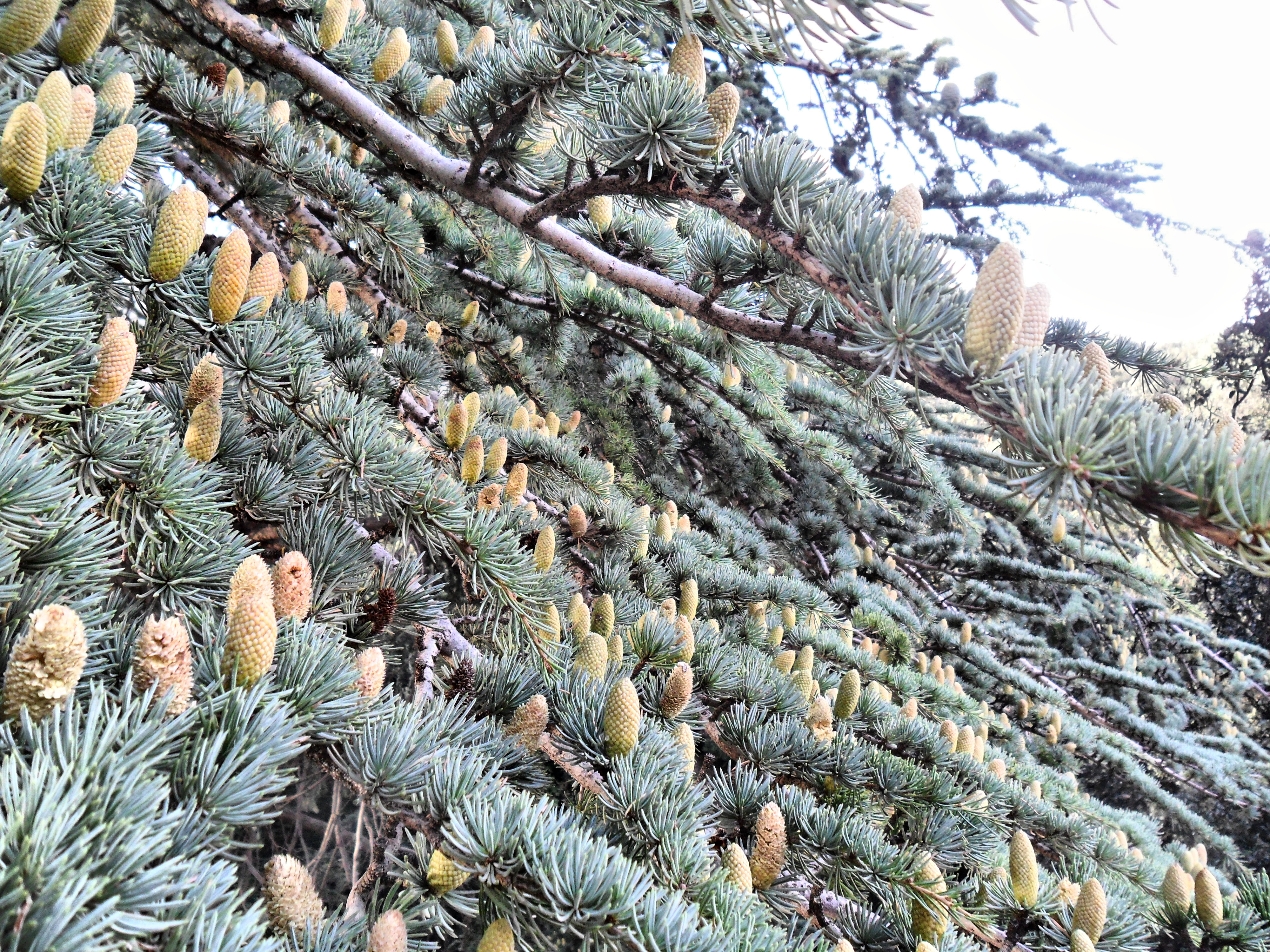
Un jeune cèdre de Belezma
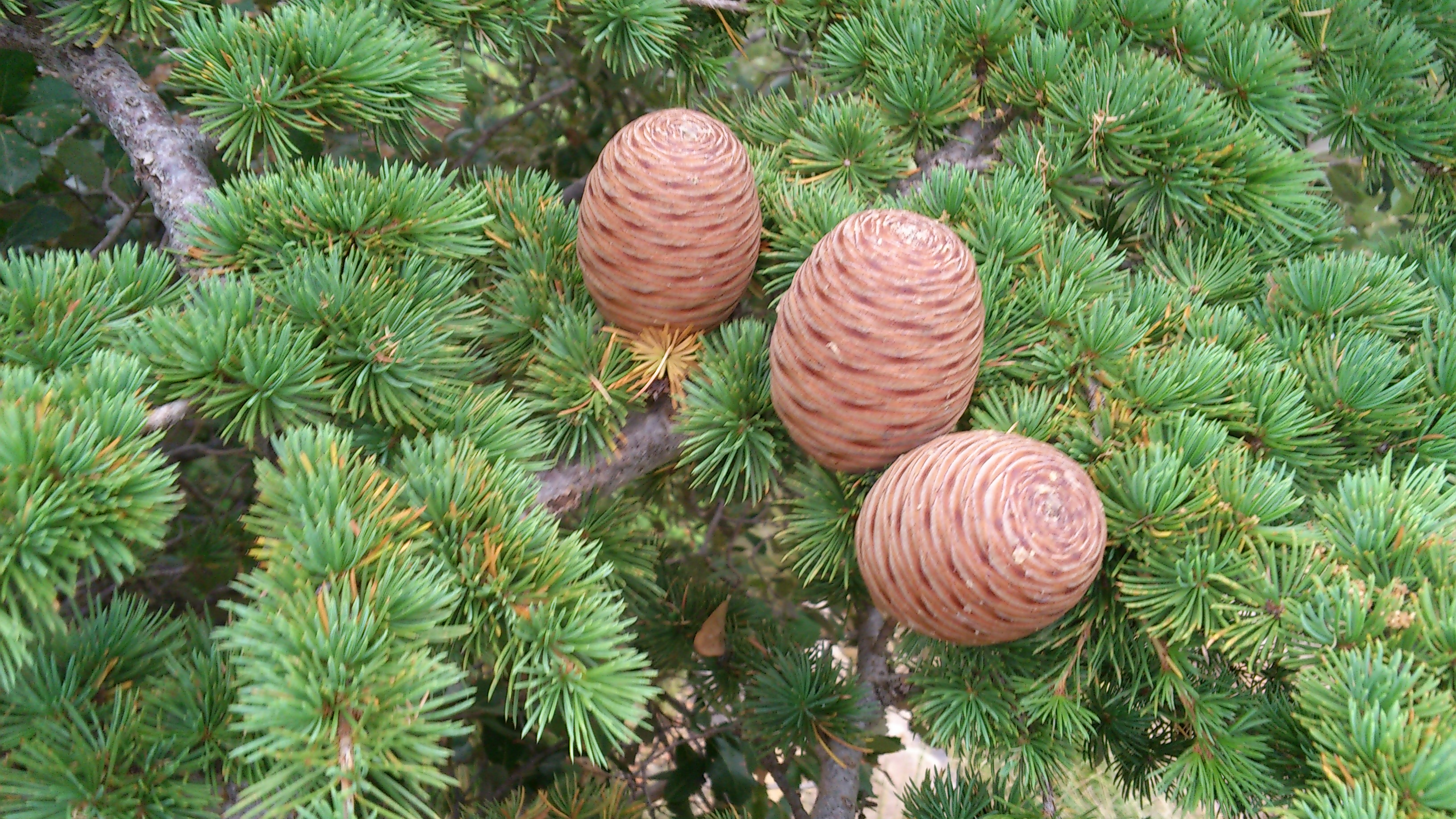
Un cône de Cèdre au Chélia

### Atlas tellien
Les cédraies de Kabylie sont un ensemble réparti dans le massif du Djurdjura aussi appelé Paeonio Atlanticae-Cedrion Atlanticae comme toutes les cédraies de l’Atlas tellien sur 2 000 h, et dans le mont Babor sur 1 300 h  qui fait partie de la communauté de la cédraie mésophile.
Le cèdre du mont Babor est classé dans l'ordre des Quercetalia ilicis, dans la communauté végétale de la cédraie-sapinière avec des espèces principales : Taxus bacata, Ilex aquifolium, Quercus mirbekii, Acer granatense, Acer obtusatumx, kabylicus Asperulo Odoratae
Abietetum Numidicae, Cedrus, Abies, Acer monspessulanum, Acer campestre, Acer obtusatum, Ilex aquifolium, Taxus baccata, Sorbus aria, Quercus canariensis. Sur le Tababort on a le Buxus sempervirens et le Juniperus hemispherica sur le Djurdjura.
Les cédraies du massif d'Ouarsenis font partie du parc national de Theniet El-Haâd et occupent 1 000 ha avec des températures qui varient entre une maximale moyenne de 29,16 °C et une  minimale moyenne de −1,4 °C. Les cédraies de l'Atlas blidéen se basent généralement à Chréa et sont implantées sur une superficie de 1 000 ha.
Le cèdre de Ouarsenis est à classer dans l'ordre des Quercetalia ilicis, dans la communauté de la cédraie mésophile avec des espèces principales : Argyrocytisus battandieri et Ilex aquifolium.

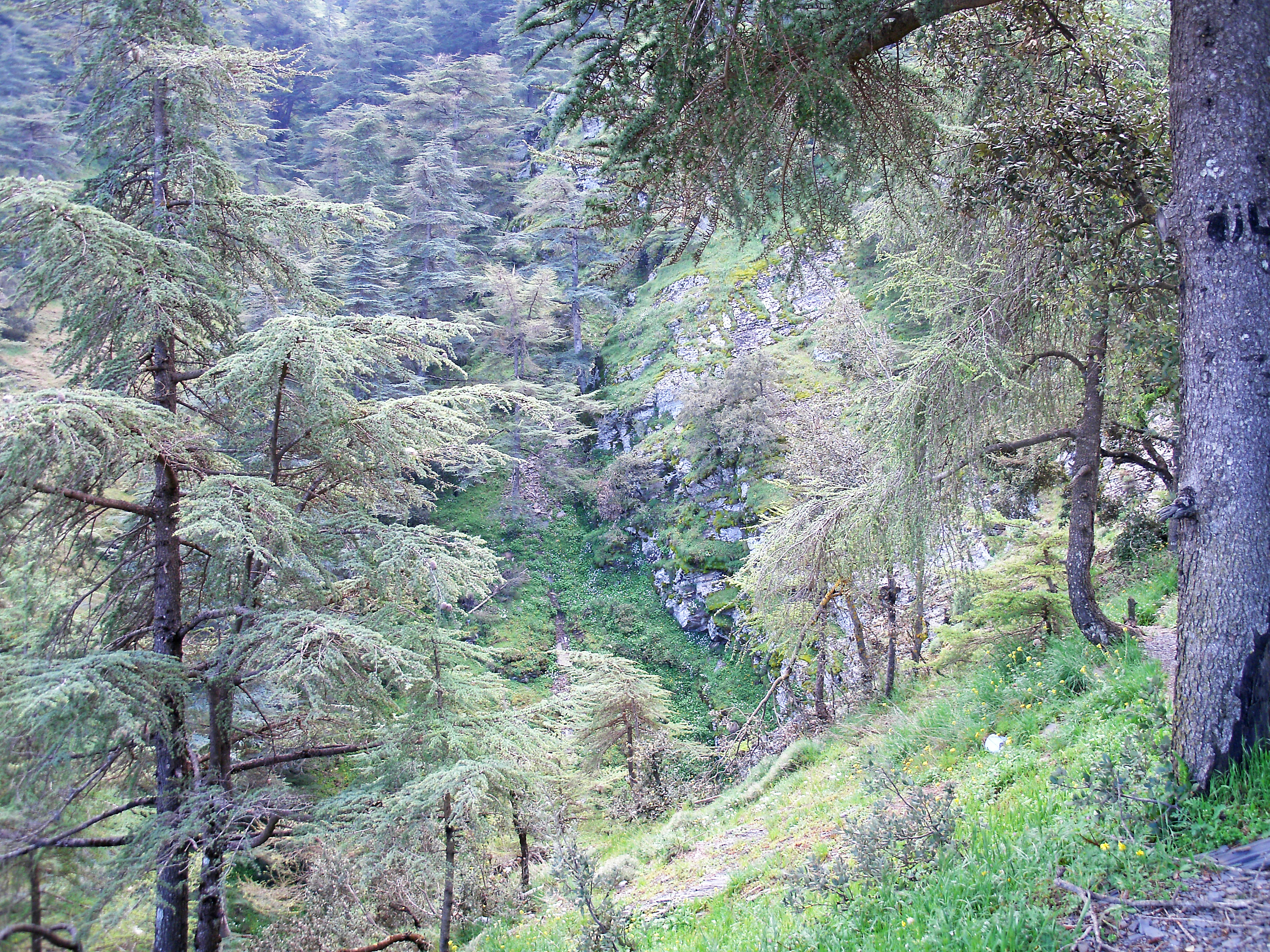
Cédraie de l'Atlas blidéen

## Histoire

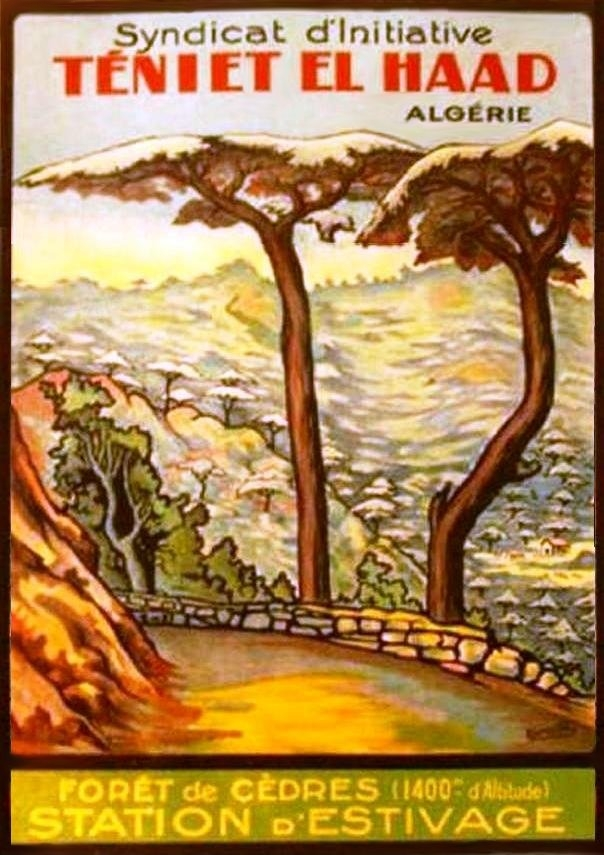
Publicité touristique de la forêt de cèdres à Théniet-El-Haad (années 1930)

La présence du cèdre de l'Atlas sur le territoire de l'actuelle Algérie n'est pas récente. Le cèdre est implanté sur le territoire depuis le Pléistocène moyen ou même inférieur, soit à peu près depuis 780 ka. En Algérie il a été identifié par son pollen dans le massif montagneux du Hoggar.
Le cèdre de l'Atlas algérien a été exploité de façon excessive et a subi un pastoralisme intensif en montagne, tant pendant la période coloniale que depuis l'indépendance du pays. Depuis l'implantation des Français à Batna, l'exploitation du cèdre a commencé en force notamment (les massifs forestiers du djebel Refaa et du djebel Haïdouca mais leur exploitation était difficile, car les massifs étaient éloignés). En 1844 la forêt des Ouled Chelih a reçu une notice qui décrit la qualité de ces produits en bois de cèdre. En 1852 dans la région de Batna, deux forestiers français sont venus pour l'évaluation et attribuer des lots aux futurs concessionnaires qui approvisionnent en bois de chauffage et de construction la ville de Constantine et pour des projets militaires.
D'autres forêts de cèdre ont disparu dans la région des Aurès comme celle de l'ouest des Ouled Soltan, entre 1880-1890 à Belezma, on a tranché 46 000 m3 et 150 000 m3 entre 1893et 1910. En 1873, la société de statistique de Paris a fait un bilan total des forêts de cèdre en Algérie qui a donné dans la région de l'Algérois 3 920 ha et 72 400 ha dans le Constantinois pour un total de 76 320 ha.
Le 03 août 1923, Le parc national de Theniet El-Haâd fut le premier parc à être créé pendant la période coloniale. Il s'y trouve un grand nombre de cèdres, et pendant la guerre de libération certains endroits du parc ont été déclarés comme zones interdites en raison de leur inaccessibilité et ont été bombardés au napalm pour éliminer les maquis. Le 23 août 1983, il est redevenu parc national.
En 2008, cent hectares de cèdres sont plantés à djebel Medouar (Aïn Reggada). En 2011 des recherches de spécialistes de l'université de Batna et l'université d'Arizona, ont démontré que le cèdre de l'Atlas est en dépérissement depuis le début des années 1980, la même année, 21 individus sont accusés de coupes illicites de cèdre de l'Atlas à Khenchela, conformément à la loi no 84-12 du 23 juin 1984 portant régime général des forêts, et d'après les brigades de la conservation des forêts la coupe a reculé par rapport aux années passées, et on a reboisé 1 200 ha dans les Aurès.

## Symbolisme
|                                                |  |  |
| Ancien et nouveau blason de la ville de Batna. |  |  |

Le cèdre est en général un symbole de force et de résistance, mais aussi un symbole dans différents secteurs, sportif, administratif et même dans le secteur de la santé en Algérie. Le symbolisme de l'arbre existe depuis l'époque coloniale et est toujours utilisé dans les régions du cèdre comme dans la ville de Batna, où on utilise le cèdre dans le blason, tout comme l'insigne de la compagnie républicaine de sécurité créée en 1957 dans la même ville avec un cèdre au centre de l'insigne.
À Blida près de la station estivale de Chréa, on a construit une chapelle en 1934 qui a pris le nom de Notre-Dame des Cèdres.
Actuellement en Algérie le blason de la ville de Batna a changé, mais le cèdre est resté à sa place. Le cèdre de l'Atlas apparaît aussi sur le logo de la direction générale des forêts du pays et dans la clinique médico-chirurgicale batnéen "Les Cèdres". La région de Ouarsenis est appelée pays des cèdres dans certains  livres.
Des clubs sportifs l'ont pris comme logo, c'est le cas du mouloudia sportif populaire de Batna (MSPB) créé en 1962  et du club sportif de Theniet el had (CSTEH) créé en 1945 et appelé les lions des cèdres.

## Utilisation du bois
Partout dans le monde son bois est connu pour être facile à travailler et pour être résistant et durable. L'histoire de son utilisation est ancienne, des œuvres en bois de cèdre sont conservées dans le musée national des antiquités et des arts islamiques (inscriptions sculptés datant de la période ottomane (1594) , minbar de 1097, et autres œuvres), tout comme une autre inscription qui indique la date de construction de la grande Mosquée de Nedroma datent du temps des almoravides, ces derniers utilisent souvent le bois de cèdre pour inscrire des textes décrivant des édifices.

#### Ouvrages généraux
- (fr) Azeddine Guerfi (dir. et Coordinateur), Nadia Bouseloua (Auteur), Rachid Mokhtar (Auteur) et Philippe Thiriez (Auteur) (photogr. Kaïs Djilali), Aurès, vivre la terre chaouie : Cèdre du Chélia, Alger, Chihab Éditions, 2011, 164-165 p., 25 cm × 29 cm (ISBN 978-9961-63-839-2)
- (fr) Frank Laurent, Le voyage en Algérie : anthologie de voyageurs français dans l'Algérie coloniale, (1830-1930) : Mythes Fragiles, Paris, Robert Laffont, 2008, 924-928 p. (ISBN 978-2-221-10008-0 et 2-221-10008-5)

#### Ouvrages spécifiques
- (fr) Omar M'hirit et Mohamed Benzyane, Le cèdre de l'Atlas : mémoire du temps, Wavre, Editions Mardaga, 2006, 288 p. (ISBN 978-9981-896-72-7, lire en ligne)

#### Articles
- Abdelkader Harfouche et Abdellah Nedjahi, « Prospections écologiques et sylvicoles dans les cédraies du Belezma et de l'Aurès à la recherche de peuplements semenciers et d'arbres plus. », Revue forestière française, vol. 55, no 2,‎ 2003, p. 113-122 (ISSN 0035-2829, lire en ligne)
- Omar Mhirit, « Le Cèdre de l'Atlas à travers le réseau silva Mediterranea «Cèdre» bilan et perspectives. », Forêt Méditerranéenne, vol. XX, no 3,‎ 1999, p. 91-100 (ISSN 0245-484X, lire en ligne)
- Abdallah Bentouati et Michel Bariteau, « Réflexions sur le déperissement du Cèdre de l’Atlas des Aurès (Algérie) », Forêt Méditerranéenne, vol. XXVII, no 4,‎ 2006, p. 317-322 (ISSN 0245-484X, lire en ligne)
- Pierre Quezel, « Cèdres et cédraies du pourtour Méditerranéen : signification bioclimatique et phytogéographique », Forêt Méditerranéenne, vol. XIX, no 3,‎ 1998, p. 250-256 (ISSN 0245-484X, lire en ligne)

#### Thèses
- (fr) Salima Beloula, Etude sur le dépérissement du Cèdre de l’Atlas dans le Parc National de Belezma (Wilaya de Batna), Batna, UHLB, 2010, 1-95 p. (lire en ligne)
- (fr) Yamina Talbi, Contribution à l’étude des insectes associés au dépérissement du cèdre de l’atlas (Cedrus atlantica m.) dans la région de Batna : cas de la cédraie de Belezma, Batna, UHLB, 2009, 1-115 p. (lire en ligne)
- (fr) Bachir Bahri, Contribution à l’étude de l’influence des facteurs édaphiques, orographiques et biologiques sur la régénération naturelle du cèdre de l’Atlas (Cedrus atlantica. M) dans les monts des Ouled Yagoub, Batna, UHLB, 2010, 1-95 p. (lire en ligne)
- (fr) Sanna Abdessmed, Comportement des semis du Cèdre de l'Atlas en conditions de stress thermique, Constantine, UMC, 2011, 1-128 p. (lire en ligne)
- (fr) Ali Chaker Houamel, Contribution a l’étude du dépérissement de la cédraie dans la région de Batna (cas du parc national du Belezma), Tlemcen, UABBT, 2012, 1-84 p. (lire en ligne)
- (fr) Merouane Zemirli, Contribution à  l'etude ecodendrometrique du Cedrus atlantica Manetti (cèdre de l'Atlas) deperis dans le parc national de Theniet el Had (w. Tissemsilt) Algerie, Tiaret, UIKT, 2006, 1-57 p. (lire en ligne)